# 1972 في تركيا
فيما يلي قوائم الأحداث التي وقعت خلال عام 1972 في تركيا.

## سياسة

### تعيين في المنصب
- 26 أغسطس – لطفي دوغان رئيس منظمة الشؤون الدينية التركية ‏.

### انتهاء فترة المنصب
- 25 أغسطس – لطفي دوغان رئيس منظمة الشؤون الدينية التركية ‏.

## مواليد

### يناير
- 1 يناير – سرمين بالق سياسية تركية.
- 1 يناير – مصطفى أكيول
- 1 يناير – نهال بينجيشو
- 2 يناير – عارف إردم لاعب كرة قدم تركي.[1]

### فبراير
- 29 فبراير – نجات إسلر ممثل تركي.

### مارس
- 15 مارس – إبراهيم بايلان سياسي سويدي.
- 17 مارس – ديفني سامييلي ممثلة تركية.
- 28 مارس – بينار أيهان مغنية تركية.
- 30 مارس – روضة قاوقجي

### أبريل
- 6 أبريل – إيجيت أوزشينير
- 6 أبريل – إيغيت أوزينير ممثل تركي.
- 9 أبريل – باريش فلاي ممثل تركي.
- 19 أبريل – بينور كايا ممثلة تركية.
- 23 أبريل – ديميت اكالين[2]

### مايو
- 5 مايو – سيفديت كيليقلر صحفي تركي.
- 17 مايو – إرغون بينبي لاعب كرة قدم تركي.[3]
- 19 مايو – أوزجان دينيز ازجان دنیز.
- 23 مايو – بوراك هاكي ممثل تركي.
- 28 مايو – أوندر ماطلي سياسي تركي.

### يونيو
- 13 يونيو – أوفوك ساريكا لاعب كرة سلة تركي.
- 18 يونيو – حسن أل ملاكم دنماركي.
- 25 يونيو – هالوك يلدريم لاعب كرة سلة تركي.

### يوليو
- 3 يوليو – فؤاد أسطى لاعب كرة قدم تركي.[4]

### أغسطس
- 3 أغسطس – أوغور أرسلان
- 19 أغسطس – سماء كايجوسوز كاتبة تركية.
- 25 أغسطس – غلبن أرغن مغنية وممثلة تركية.[5]
- 27 أغسطس – ايفريم سولماز ممثلة تركية.

### أكتوبر
- 16 أكتوبر – أرزو أوزييت لاعبة كرة سلة تركية.
- 26 أكتوبر – حمدي أولوكايا

### نوفمبر
- 5 نوفمبر – إيديل فرات ممثلة تركية.[6]
- 16 نوفمبر – شوال سام

## وفيات

### يناير
- 5 يناير – توفيق رشدي آراس (مواليد 1883) سياسي تركي.[7]

### مارس
- 30 مارس – ماهر تشايان (مواليد 1945) سياسي تركي.

### أبريل
- 1 أبريل – شكرية سلطان (مواليد 1906) أميرة عثمانية ابنة الشاهزاده يوسف عز الدين.

### مايو
- 6 مايو – دينيز غزمش (مواليد 1947) سياسي تركي.[8]

### يوليو
- 23 يوليو – سير جورج توماس (مواليد 1881)[9]